# Elizabeth Lyle Robbie Stadium
Le Elizabeth Lyle Robbie Stadium est un stade de soccer américain situé à Falcon Heights, dans la banlieue de Saint Paul, dans le Minnesota.
Le stade, doté de 1 000 places et inauguré en 1999, appartient à l'Université du Minnesota et sert d'enceinte à domicile à l'équipe universitaire des Golden Gophers du Minnesota (pour le soccer féminin).
Le stade porte le nom d'Elizabeth Lyle Robbie, le femme de Joe Robbie, ancien propriétaire du club de NFL des Miami Dolphins (la famille Robbie, bien qu'originaire du Dakota du Sud, habita de nombreuses années à Minneapolis). Elizabeth est la première femme à être propriétaire d'une franchise sportive aux États-Unis dans les années 1970-1980 (le club de soccer des Miami Toros/Minnesota Strikers).

## Histoire
Avant la construction du Elizabeth Lyle Robbie Stadium, les équipes de soccer de Falcon Heights jouent leurs matchs à domicile au St. Paul Campus Soccer Field entre 1993 et 1998.
À la suite d'un don de 900 000 $ de la part de Deborah Olson (donné au nom de sa mère Elizabeth Lyle Robbie) et d'une participation de 1,2 million $ de l'État du Minnesota, l'Université du Minnesota se dote de son stade de soccer en 1999.
Le record d'affluence au stade est de 1 758 spectateurs, lors d'un match nul 1-1 entre les Minnesota Golden Gophers et les Penn State Nittany Lions le 16 septembre 2016.
C'est lors de la saison de soccer universitaire 2008 que le stade enregistre sa meilleure affluence annuelle, avec au total 10 507 spectateurs au Elizabeth Lyle Robbie Stadium sur l'année.